# Triominos
Triominos (auch Tri-Ominos, 3-Omino, Triomino, Trimino, Tridom oder Tridomino genannt) ist ein Legespiel und wurde von verschiedenen Spielverlagen vertrieben, im Moment wird es von Goliath Toys verlegt. Es gilt als eine erweiterte Variante des Dominospiels mit dreieckigen Steinen.
Die Spielregeln von Triomino wurden vom US-Amerikaner Allan Cowan (* 1930er in Paris) erfunden und erschienen in den 1960er Jahren.
Das Dominospiel mit dreieckigen Spielsteinen wurde allerdings bereits 1885 von Frank H. Richards aus Troy in den Vereinigten Staaten patentiert.
Ein vom Grundprinzip ähnliches Legespiel ist Trioker, herausgegeben vom Verlag Robert Laffont in Paris. Es eignet sich auch als Denksportaufgabe für Einzelpersonen und war um 1970 in Frankreich sehr populär. Die Möglichkeiten bei Trioker sind komplexer als bei Triominos, insbesondere was das Legen gegenständlicher Figuren unter Einhaltung der Spielregeln betrifft.

## Die Spielanleitung
Das Ziel des Spiels ist, möglichst viele Punkte zu erzielen, indem man die passenden Steine anlegt. Die während eines Spiels erreichbaren Punkte basieren auf den Zahlen der gespielten Steine sowie auf speziellen Anordnungen der Steine.

### Ausstattung

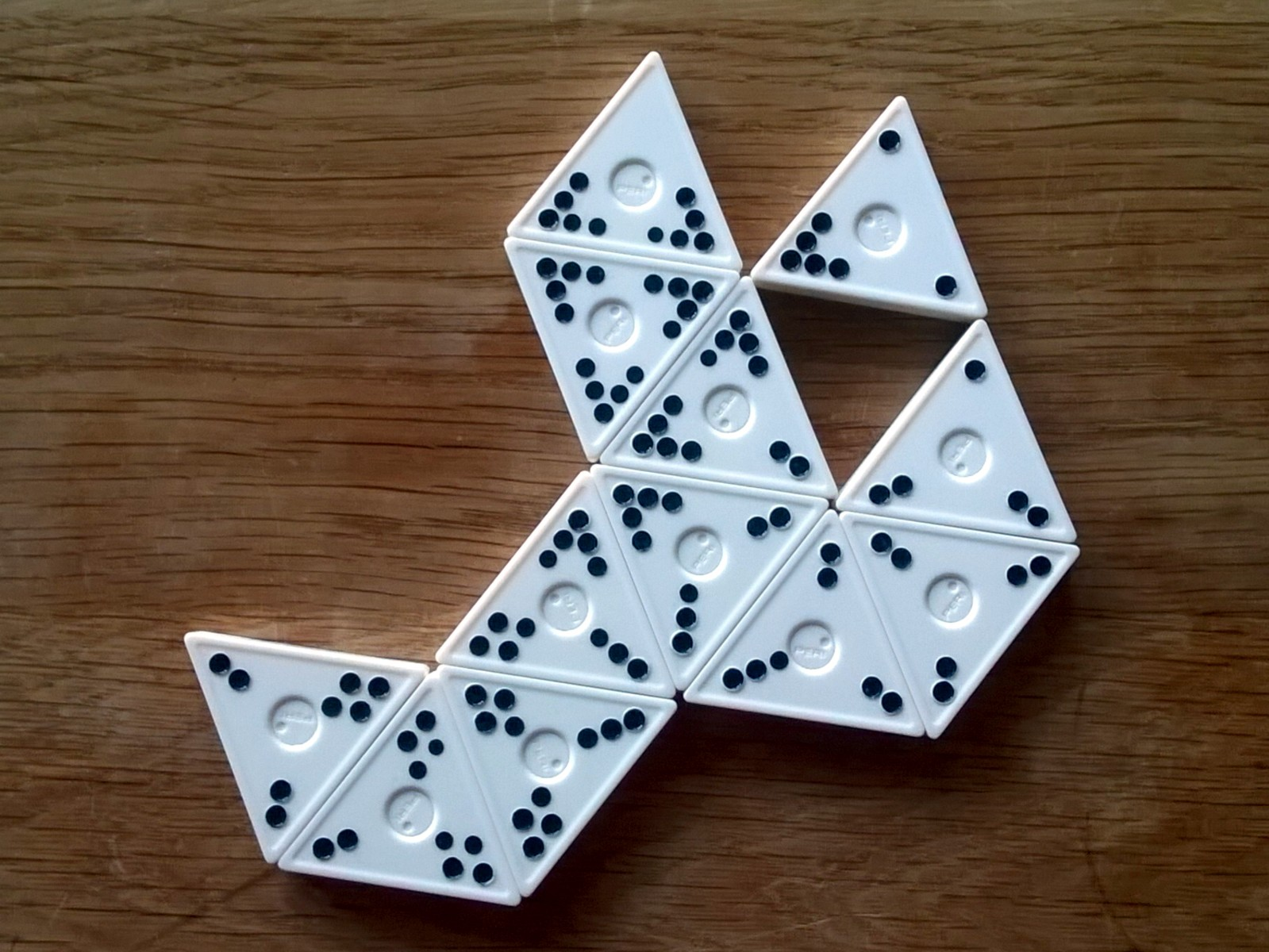
Triomino-Variante mit Punkten statt Zahlen

Im Standard-Spiel gibt es 56 dreieckige Steine, in der erweiterten Version 76. Auf jedem Stein stehen drei Zahlen von 0 bis 5 in den Ecken. Alternativ gibt es auch Spielvarianten mit Punkten statt Zahlen.
So gibt es also z. B. einen Stein mit dreimal der Zahl 5 (dem höchsten Stein des Spiels) oder einen Stein mit zweimal der Zahl 0 und einmal der Zahl 3. Dazu gibt es noch die Steine mit drei unterschiedlichen Zahlen. Jede Kombination kommt nur einmal vor. Beim Standard-Spiel sind all jene Steine enthalten, bei denen die Zahlen sich im Uhrzeigersinn aufsteigend sortieren lassen.
Im erweiterten Spiel hingegen kommen alle möglichen Kombinationen vor.

### Beginn
Zu Beginn des Spiels liegen alle Steine mit der Oberseite nach unten auf dem Tisch und werden gemischt. Die Spieler ziehen ihre jeweiligen Steine zufällig. Die Anzahl der Steine, die jeder Spieler zieht, hängt von der Anzahl der Mitspieler ab: bei 2 Spielern zieht jeder 9 Steine, bei 4 z. B. nur 7. Einer der Spieler notiert für alle ständig die erzielten Punkte.
Der Spieler mit dem höchsten Tripelstein (einem Stein mit 3 gleichen Zahlen) beginnt das Spiel, indem er diesen Stein ablegt. Dafür bekommt er die Summe der Zahlen des Steins. Ausnahme: wenn als Tripelstein der Nullerstein (also der mit 3 Nullen) gelegt wird, so bekommt der Spieler, der ihn ablegt, 40 Punkte gut geschrieben. Sollte kein Spieler einen Tripelstein legen können oder wollen, so beginnt der Spieler mit dem höchsten Stein, d. h. mit dem Stein, der die höchste Zahlsumme besitzt. Wenn zwei oder mehr Spieler gleich hohe Steine besitzen, dann beginnt der Spieler mit dem nächsthöheren Einzelstein. Der Spieler, der ihn ablegt, bekommt allerdings nur die Summe des Steins gutgeschrieben.

### Anlegen und Ziehen
In der Regel gilt, dass der Spieler, dem das Privileg des Anfangens verliehen wurde, mit einer erhöhten Siegeswahrscheinlichkeit belohnt wird. Reihum legt dann jeder Mitspieler einen neuen Stein an die bereits abgelegten an, wobei jeder Stein mit einer Kante an mindestens einen schon angelegten Stein zu liegen kommt. Dabei müssen die Zahlen auf den sich berührenden Kanten gleich sein (Beispiele siehe Bilder).
Kann oder will ein Spieler keinen Stein ablegen, so muss er einen neuen Stein ziehen. Jeder gezogene Stein bedeutet 5 Strafpunkte für den Spieler. Der Spieler muss weiter neue Steine ziehen, bis er entweder einen Stein legen kann/will oder bis er 3 Steine gezogen hat. Sollte er nach 3 gezogenen Steinen immer noch nicht ablegen können oder wollen, so kassiert er insgesamt 25 Strafpunkte. Sollte er aber einen Stein legen können, so notiert er die Summe des platzierten Steins abzüglich der Strafpunkte, wobei die so erzielte Summe sowohl positiv wie auch negativ sein kann.

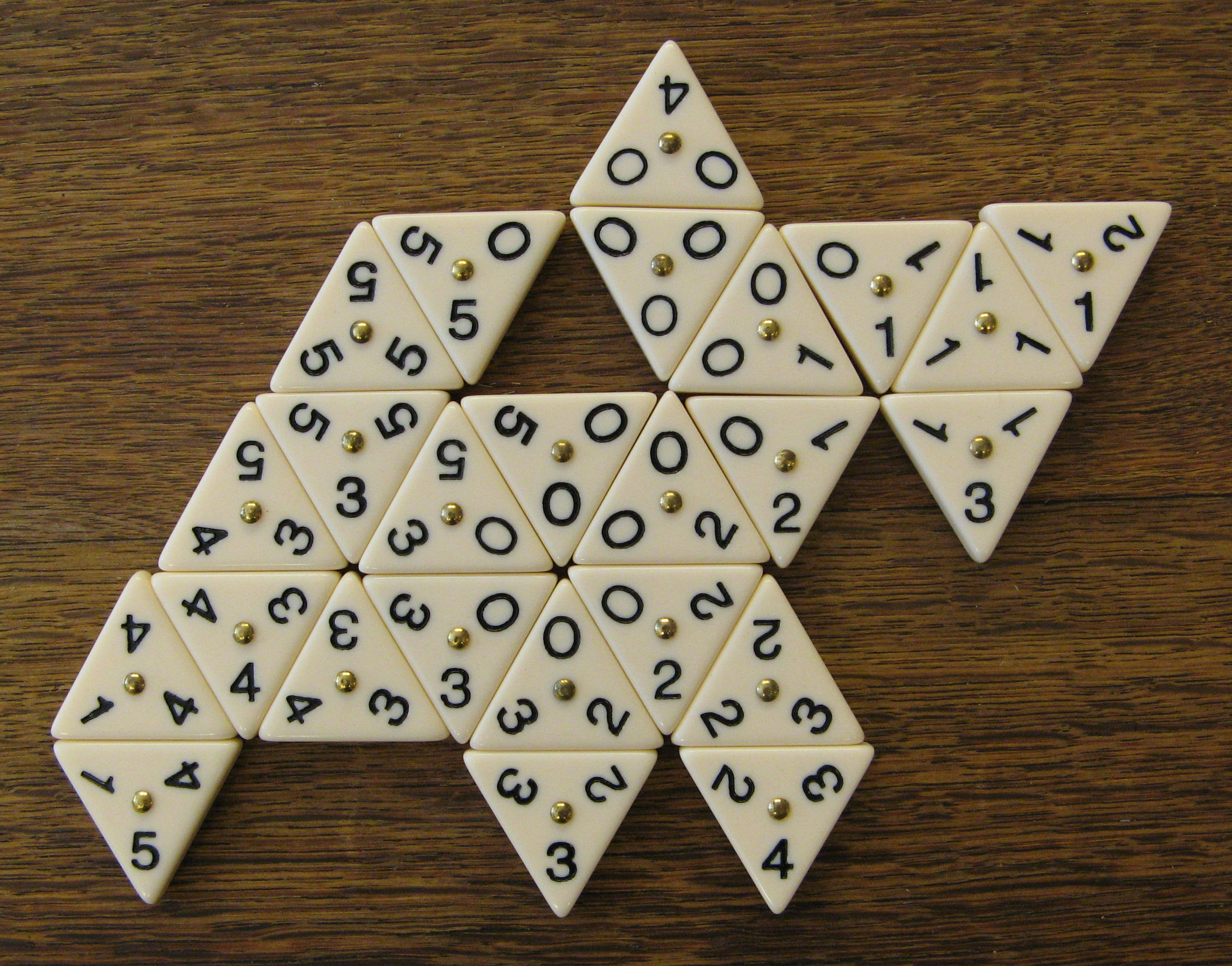
Legebeispiel

### Punkte
Für besondere Figuren gibt es zusätzliche Bonuspunkte. So gibt es für eine Brücke – dabei berührt der gelegte Stein nur mit einer Kante und einem Eck andere Steine – 40 Bonuspunkte. Wenn man mit einem Stein ein Sechseck vervollständigt, gibt es 50 Bonuspunkte, wenn mit dem Stein gleichzeitig 2 Sechsecke vervollständigt werden, gibt es 60 Punkte, und wenn es gar 3 Sechsecke sind gibt es 70 Bonuspunkte.

### Ende des Spiels
Legt ein Spieler seinen letzten Stein an, ist dies die Einleitung zur letzten Runde. Er erhält dafür einen Bonus von 25 Punkten und die Gesamtzahl der Triominos, die nach dieser letzten Runde im Besitz der anderen Spieler sind. Der Gewinner des Spiels ist der Spieler mit den meisten Punkten. Bei Gleichstand gewinnt der Spieler mit dem höchsten Tripelstein.

### Varianten des Spiels
- Für Kinder ab 5 Jahren: Triominos Junior
- Für unterwegs: Triominos Pocket, Triominos Compact, Triominos Voyager de Luxe (Mit Spielbrett, auf dem die Steine nicht rutschen können) und Triominos To-Go (in verschiedenen Größen)

## Triominoprinzip als Lernspiele
Triominos werden häufig auch als Lernspiele (wie auch Bilderdomino etc.) eingesetzt. Entweder in der Schachtel mit  stabilen Teilen oder als Unterrichtsmaterial zu verschiedenen Themen zum Basteln. Oft wird dabei allerdings nur eine Anlegekomponente des Dreiecks genutzt.